# 2763 Джинс
2763 Джинс (2763 Jeans) — астероїд головного поясу, відкритий 24 липня 1982 року.
Тіссеранів параметр щодо Юпітера — 3,489.